# Henry de Linde
Henry de Linde, ameriški geolog, * 21. marec 1923, † 4. april 2019.
Po njem so leta 1988 poimenovali mineral delindeit.